# 奈弗河
49°36′49″N 11°21′38″E / 49.61361°N 11.36056°E

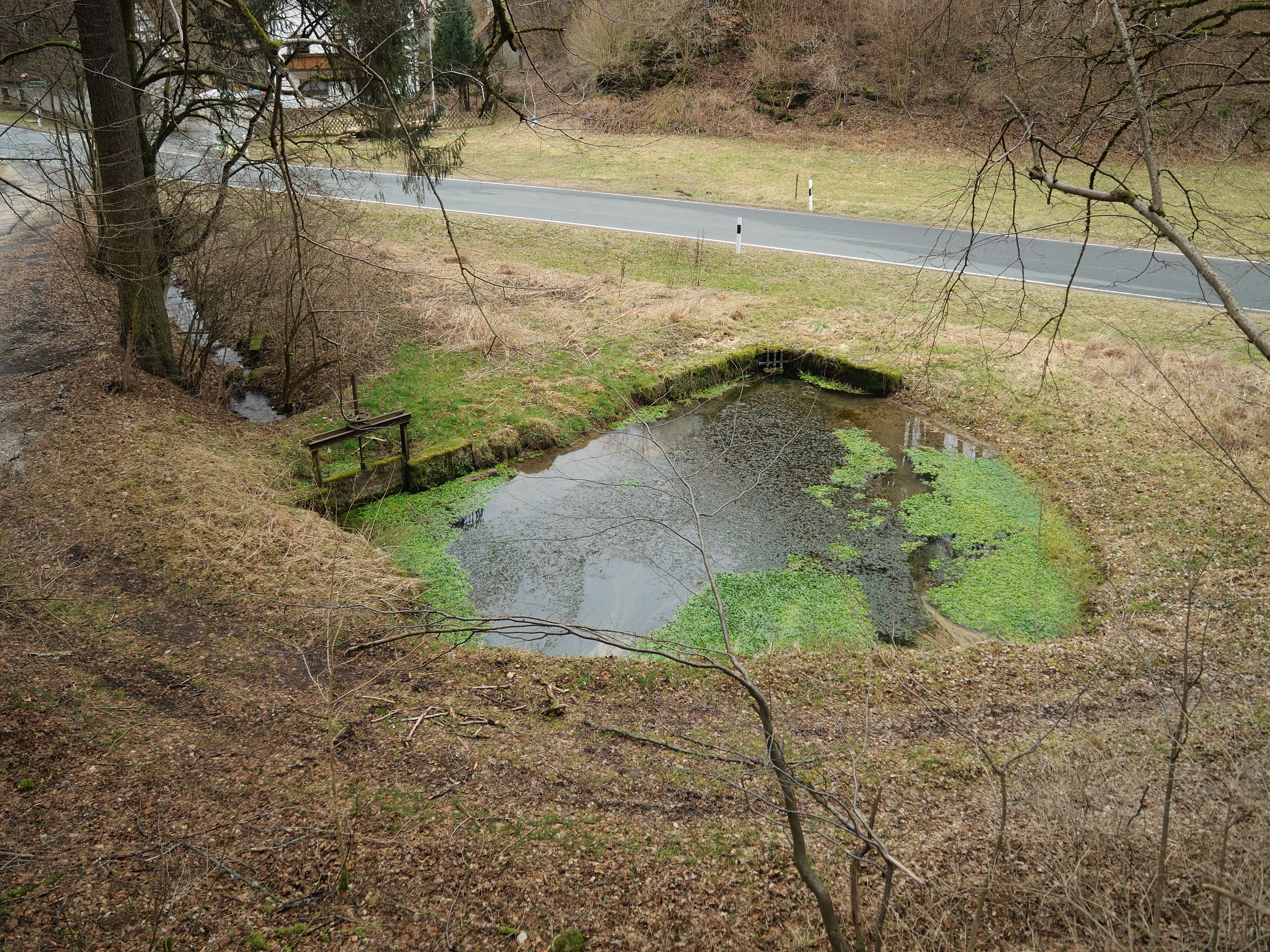

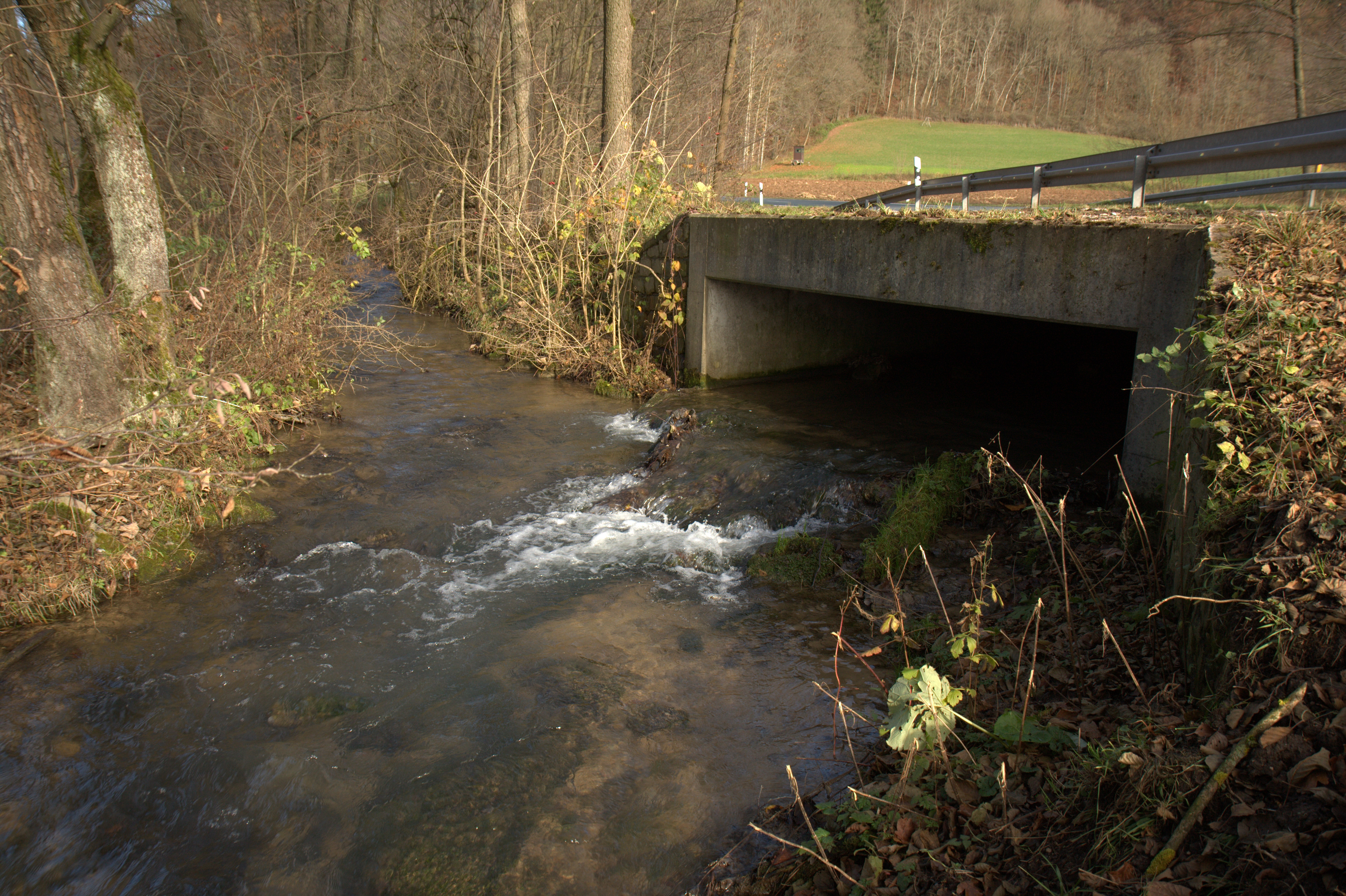

奈弗河（德語：Naifer Bach）是德國巴伐利亞州的河流，位於該國東南部，屬於施奈塔赫河的右支流，河道全長2.4公里，流經锡默尔斯多夫。